# Liste der Gedenktafeln in Berlin-Siemensstadt
Die Liste der Gedenktafeln in Berlin-Siemensstadt enthält die Namen, Standorte und, soweit bekannt, das Datum der Enthüllung von Gedenktafeln.
Die Liste ist nicht vollständig.

## Siemensstadt
| Bild | Name                      | Standort                 | Datum der Enthüllung |
| ---- | ------------------------- | ------------------------ | -------------------- |
|      | Wohnlager Haselhorst      | Paulsternstraße 34       |                      |
|      | Kiez Bank                 | Nonnendammallee 94       |                      |
|      | John Rabe                 | Harriesstraße 3          |                      |
|      | Hans Scharoun             | Jungfernheideweg 8       |                      |
|      | Georg Wilhelm von Siemens | Wilhelm-von-Siemens-Park |                      |
|      | Siedlung Siemensstadt     | Jungfernheideweg 8       |                      |
|      | Eduard Willis             | Goebelstraße 143         |                      |
|      | The Wings                 | Rohrdamm 85              | 2016                 |